# Ліберальний інтернаціонал
Ліберальний інтернаціонал — міжнародна політична організація, яка об'єднує ліберальні партії. Штаб-квартира розташована у Лондоні, в будівлі Національно-ліберального клубу. Заснований в Оксфорді 1947 року для зміцнення ідей лібералізму у всьому світі. Основні політичні принципи Ліберального інтернаціоналу описує Оксфордський маніфест.
Президентом Ліберального інтернаціоналу з грудня 2018 року є Хакіма Ель-Хаїте (Hakima El Haite), яка стала першою неєвропейкою на цій посаді. Попереднім лідером був Ганс ван Баален (Hans van Baalen). Одночасно він був і лідером делегації та доповідачем з міжнародних питань та у питаннях оборони від нідерландської Народної партії Свободи і Демократії (People's Party for Freedom and Democracy) в Європейському парламенті, куди він був обраний у липні 2009 року. При цьому нідерландська Народна партія свободи і демократії входила до Альянсу лібералів і демократів за Європу, що посідала третє місце за числом депутатів у Європарламенті. Попередній лідер Ліберального інтернаціоналу — лорд Джон Олдердіс (Lord Alderdice), колишній лідер Об'єднаної партії Північної Ірландії — продовжує[коли?] залишатися членом бюро Ліберального інтернаціоналу. Генеральним секретарем є Еміль Кирджас (Emil Kirjas), колишній президент Міжнародної федерації Ліберальної молоді.

## Члени

### Повноправні члени
| Держава/Регіон                  | Назва                                                                   | Уряд                                                                                  |
| ------------------------------- | ----------------------------------------------------------------------- | ------------------------------------------------------------------------------------- |
| Андорра                         | Ліберальна партія Андорри                                               | Молодша партія в урядовій коаліції                                                    |
| Бельгія                         | Реформаторський рух                                                     | В урядовій коаліції                                                                   |
| Бельгія                         | Відкриті фламандські ліберали і демократи                               | В урядовій коаліції                                                                   |
| Болгарія                        | Рух за права і свободи                                                  | В опозиції                                                                            |
| Буркіна Фасо                    | Альянс за демократію та федерацію – Африканське демократичне об’єднання | В опозиції                                                                            |
| Бурунді                         | Демократичний Альянс за оновлення                                       | В опозиції                                                                            |
| Камбоджа                        | Національний рух порятунку Камбоджі                                     | Позапарламентська опозиція                                                            |
| Канада                          | Ліберальна партія Канади                                                | В уряді                                                                               |
| Чилі                            | Ліберальна партія Чилі                                                  | В уряді                                                                               |
| Демократична Республіка Конго   | Альянс за відновлення Конго                                             | В опозиції                                                                            |
| Кот д'Івуар                     | Об'єднання республіканців                                               | В уряді                                                                               |
| Хорватія                        | Демократична асамблея Істрії                                            | В опозиції                                                                            |
| Куба                            | Кубинський ліберальний союз                                             | В еміграції                                                                           |
| Куба                            | Партія Демократична Солідарність                                        | В опозиції                                                                            |
| Куба                            | Націонал-ліберальна партія                                              | В опозиції                                                                            |
| Данія                           | Радикальна Венстре                                                      | Підтримка партії уряду                                                                |
| Данія                           | Венстре                                                                 | В опозиції                                                                            |
| Естонія                         | Партія реформ Естонії                                                   | Старша партія в урядовій коаліції                                                     |
| ЄС                              | ALDE Group                                                              | Н/Д                                                                                   |
| ЄС                              | ALDE Party                                                              | Н/Д                                                                                   |
| Фінляндія                       | Фінляндський центр                                                      | Молодша партія в урядовій коаліції                                                    |
| Фінляндія                       | Шведська народна партія                                                 | Молодша партія в урядовій коаліції                                                    |
| Грузія                          | Республіканська партія Грузії                                           | В опозиції                                                                            |
| Німеччина                       | Німецька фракція LI                                                     | Н/Д                                                                                   |
| Німеччина                       | Вільна демократична партія                                              | Молодша партія в урядовій коаліції                                                    |
| Гібралтар                       | Ліберальна партія Гібралтару                                            | Молодша партія в урядовій коаліції                                                    |
| Гвінея                          | Союз демократичних сил Гвінеї                                           | В опозиції                                                                            |
| Гвінея                          | Союз республіканських сил                                               | В опозиції                                                                            |
| Гондурас                        | Ліберальна партія Гондурасу                                             | В опозиції                                                                            |
| Ісландія                        | Прогресивна партія                                                      | Молодша партія в урядовій коаліції                                                    |
| Ірландія                        | Фіанна Файл                                                             | Старша партія в урядовій коаліції                                                     |
| Ізраїль                         | Єш Атід                                                                 | В опозиції                                                                            |
| Кенія                           | Помаранчевий демократичний рух                                          | В опозиції                                                                            |
| Косово                          | Незалежна ліберальна партія                                             | В опозиції                                                                            |
| Ліван                           | Рух майбутнього                                                         | Старша партія в урядовій коаліції                                                     |
| Люксембург                      | Демократична партія                                                     | Старша партія в урядовій коаліції                                                     |
| Мадагаскар                      | Рух за прогрес Мадагаскару                                              | В опозиції                                                                            |
| Мексика                         | Партія «Новий Альянс»                                                   | В опозиції                                                                            |
| Монголія                        | Партія «Громадянська воля – Зелені»                                     | Позапарламентська опозиція                                                            |
| Чорногорія                      | Ліберальна партія Чорногорії                                            | Молодша партія в урядовій коаліції                                                    |
| Марокко                         | Конституційний союз                                                     | В опозиції                                                                            |
| Марокко                         | Народний рух                                                            | В опозиції                                                                            |
| Нідерланди                      | Демократи 66                                                            | Молодша партія в урядовій коаліції                                                    |
| Нідерланди                      | Голландська фракція LI                                                  | Н/Д                                                                                   |
| Нідерланди                      | Народна партія за свободу і демократію                                  | Старша партія в урядовій коаліції                                                     |
| Нікарагуа                       | Громадяни за свободу                                                    | В опозиції                                                                            |
| Північна Македонія              | Ліберально-демократична партія                                          | Молодша партія в урядовій коаліції                                                    |
| Норвегія                        | Ліберальна партія Норвегії                                              | В опозиції                                                                            |
| Парагвай                        | Автентична радикальна ліберальна партія                                 | В опозиції                                                                            |
| Філіппіни                       | Ліберальна партія                                                       | В опозиції                                                                            |
| Португалія                      | Liberal Initiative                                                      | В опозиції                                                                            |
| Росія                           | Яблуко                                                                  | Позапарламентська опозиція                                                            |
| Сенегал                         | Альянс за республіку                                                    | В уряді                                                                               |
| Сенегал                         | Ревмі                                                                   | Молодша партія в урядовій коаліції                                                    |
| Сенегал                         | Сенегальська демократична партія                                        | В опозиції                                                                            |
| Словенія                        | Конкретно                                                               | Позапарламентська опозиція                                                            |
| Сомалі                          | Партія справедливості, розвитку демократії та самоповаги                | В опозиції                                                                            |
| Південно-Африканська Республіка | Демократичний альянс                                                    | В опозиції                                                                            |
| Іспанія                         | Фонд «Свобода і демократія»                                             | Н/Д                                                                                   |
| Швеція                          | Ліберали                                                                | В урядовій коаліції                                                                   |
| Швеція                          | Партія центру                                                           | В опозиції                                                                            |
| Швейцарія                       | Вільна демократична партія. Ліберали                                    | В урядовій коаліції                                                                   |
| Тайвань                         | Демократична прогресивна партія                                         | В уряді                                                                               |
| Танзанія                        | Громадянський об'єднаний фронт                                          | В опозиції/в коаліції в автономному регіоні Занзібар                                  |
| Таїланд                         | Democrat Party                                                          | В урядовій коаліції                                                                   |
| Велика Британія                 | Альянс                                                                  | В коаліційному уряді в Асамблеї Північної Ірландії, в опозиції на національному рівні |
| Велика Британія                 | Ліберальна міжнародна британська фракція                                | Н/Д                                                                                   |
| Велика Британія                 | Ліберальні демократи                                                    | В опозиції                                                                            |
| Світові                         | Міжнародна федерація ліберальної молоді                                 | Н/Д                                                                                   |
| Світові                         | Міжнародна мережа ліберальних жінок                                     | Н/Д                                                                                   |

### Партії-спостерігачі
| Країна або регіон             | Партія                                         | Уряд                       |
| ----------------------------- | ---------------------------------------------- | -------------------------- |
| Австрія                       | NEOS — Нова Австрія і Ліберальний форум        | В опозиції                 |
| Бразилія                      | Нова партія                                    | В опозиції                 |
| Буркіна Фасо                  | Союз за прогрес та реформи                     | В опозиції                 |
| Чилі                          | Евополі                                        | В опозиції                 |
| Коморські острови             | Національний альянс за Коморські острови       | Позапарламентська опозиція |
| Демократична Республіка Конго | Союз за реконструкцію Конго                    | В опозиції                 |
| Республіка Конго              | Союз демократів-гуманістів (UDH-YUKI)          | Н/Д                        |
| Кіпр                          | Об'єднані демократи                            | Позапарламентська опозиція |
| Гана                          | Progressive People's Party                     | В опозиції                 |
| Угорщина                      | Рух Моментум                                   | В опозиції                 |
| Італія                        | Італійська фракція Ліберального інтернаціоналу | Н/Д                        |
| Мадагаскар                    | Ковчег нації                                   | В опозиції                 |
| Малайзія                      | Малайзійська партія народного руху             | Позапарламентська опозиція |
| Малайзія                      | Партія народної справедливості                 | В уряді                    |
| Малі                          | Громадянська партія «Відродження»              | Позапарламентська опозиція |
| Малі                          | Союз за республіку та демократію (URD)         | Н/Д                        |
| Мавританія                    | Рух за Мавританію                              | В опозиції                 |
| Молдова                       | Румунська народна партія                       | Позапарламентська опозиція |
| Сінгапур                      | Сінгапурська демократична партія               | Позапарламентська опозиція |